# ماك فارشانوفيتش
ماك فارشانوفيتش مواليد 28 أغسطس 1998 في بورصة، هو لاعب كرة قدم بوسني يلعب مع نادي أودينيزي كلاعب وسط. مثّل منتخب البوسنة والهرسك لكرة القدم.

## المسيرة الاحترافية

### أندية لعب لها
- نادي أولمبيك سراييفو
- نادي أودينيزي

## روابط خارجية
- ماك فارشانوفيتش على موقع قاعدة بيانات كرة القدم.إي يو (الإنجليزية)
- ماك فارشانوفيتش على موقع Soccerway.com (الإنجليزية)